# Plectopylis
Plectopylis is een geslacht van weekdieren uit de klasse van de Gastropoda (slakken).

## Soorten
- Plectopylis bensoni (Gude, 1914)
- Plectopylis anguina (Gould, 1847)
- Plectopylis cairnsi (Gude, 1898)
- Plectopylis cyclaspis (Benson, 1859)
  - = Plectopylis revoluta Pfeiffer, 1867
- Plectopylis feddeni (W. Blanford, 1865)
- Plectopylis karenorum (W. Blanford, 1865)
- Plectopylis goniobathmos (Ehrmann, 1922)
- Plectopylis leucochila (Gude, 1897)
- Plectopylis linterae (Möllendorff, 1897)
- Plectopylis lissochlamys (Gude, 1897)
- Plectopylis magna (Gude, 1897)
- Plectopylis ponsonbyi (Godwin-Austen, 1888)
- Plectopylis repercussa (Gould, 1856)
- Plectopylis woodthorpei (Gude, 1899)